# 荣寿固伦公主
榮壽固倫公主（1854年2月28日—1924年12月24日），俗称「大格格」、「大公主」，是恭親王奕訢和嫡福晋瓜爾佳氏的长女，咸丰帝名义上的养女，道光帝与孝静成皇后孙女，桂良外孙女，是清代及中国帝制时代最后一位公主（固伦公主）:111。

## 生平
咸丰四年（1854年）二月初二日巳时，奕訢长女出生，生母嫡福晋瓜爾佳氏。咸丰十一年（1861年），伯父咸丰帝病逝，慈安太后、慈禧太后與她的父亲恭親王奕訢等宗室、將軍、大臣發動“辛酉政變”。政變後，慈安太后與慈禧太后垂簾聽政，掌握最高權力，而兩宮太后为表達謝意，封其父奕訢為議政王、軍機大臣等職位。奕訢七歲的长女被宣进宮中抚養:110。日后，亦成为咸丰帝名义上的养女。相关文章引其侄子溥僡的说法，“当初大格格并不愿进宫，其母恭亲王福晋亦无可奈何，只好遵召进宫；然而祧房过继，反而煊赫一时，尊贵冠于历朝公主。”
咸丰十一年（1861年）十二月壬戌，下发慈安太后、慈禧太后懿旨，以咸丰帝遗愿的名义，破格晉封奕訢长女為固伦公主。懿旨相关：
恭亲王之长女。聪慧轶群。素为文宗显皇帝最所钟爱。屡欲抚养宫中。晋封公主。圣意肫肫。言犹在耳。自应仰体先帝之心。用沛特恩。著即晋封为固伦公主。以示优眷。所有服色体制。均著照固伦公主之例。传谕聪管内务府大臣知之。
同治四年（1865年）九月甲申，同治帝下发与其生父奕訢相关的，慈安太后、慈禧太后懿旨。另一条懿旨与她相关。按其生父的请求，撤销她的固伦公主封号。但仍照公主例，封为荣寿公主。圣旨相关：
朕奉慈安皇太后慈禧皇太后懿旨。前因恭亲王之长女。素为文宗显皇帝所钟爱。特沛殊恩。封为固伦公主。以示优眷。兹据恭亲王面奏、宠异逾分。夙夜难安。请收回成命等语。情词恳挚。具见悃忱。即此一端。亦足见其毫无骄矜之习。若不勉从所请。转无以惬其敬慎之怀。恭亲王之长女、著撤去固伦名号。所有一切仪制服色。仍照公主例。封为荣寿公主。以示区别而昭宠眷。
同治五年（1866年）九月，荣寿公主指配志端。志端为额驸。是月下嫁，她按和硕公主的等级与志端成婚:110。同治十年（1871年），丈夫志端逝世。光绪七年（1881年）十月，清廷晋封她为荣寿固伦公主，赐乘杏黄轿。现代研究者指，这系列变故是因其父奕訢政治生命“一起一伏”的影响:110。
光绪八年（1882年）三月二十三日，奉慈禧太后懿旨“宽街空闲府第第一年着赏给荣寿固伦公主属位钦此。于本年四月十五日荣寿固伦公主移往府第，所有应领俸银四百两，房租银每月一百三十两，地租银每年一千二百两，及应设官员应给米石等项事宜均按照分例加添。奏准在案查府中日用一切均由所进款项支出。……并旨荣寿固伦公主的府第一切用款均累按照寿庄固伦公主府弟用款”:111。荣寿固伦公主府于1986年迁建至今北京市密云区。
固倫榮壽公主性格沉靜、不苟言笑，即使面對權傾天下的慈禧太后，也不曾委曲求全地奉承迎合，是慈禧太后晚年少數敢直接面諫的人物，就連頂撞慈禧太后也怕她十分。
进入民国后，清室、遗老对公主仍十分尊重。相关文章中，民国初年，内蒙古喀喇沁王公貢桑諾爾布的福晋爱新觉罗氏（肃亲王隆懃之女、善耆之妹）举办四十寿宴。公主赴宴时，貢桑諾爾布“趋前，恭请跪安，禀称‘岂敢劳公主大驾’[……]福晋趋前，双手递上，尊声公主。[……]搀扶行至院中。由礼亲王誠堃领班恭请跪安，以次各爵及大臣、官宦随同跪安、请安。满院肃穆，气氛静谧。[……]贡王福晋当即行跪拜六肃礼[……]贡王福晋会意，示将回府，即命长史传知外厢，声称大公主起驾回府。风起云涌，全堂、全院即肃立恭送。”
1924年12月14日（十一月十八日），榮壽固倫公主去世，享年70歲，葬安定門外立水橋東雷橋村南側。公主墓地原佔地數十畝，南向，建制完整。1937年日據時期公主墳被偽冀東保安隊所盜，1961年地方上修建水庫，公主墳拆毀無存。

## 影視形象
- 區艷蓮 飾 固倫公主 （《滿清十三皇朝之血染紫禁城）》）
- 林司聰 飾 固倫公主 （《滿清十三皇朝之危城爭霸》）
- 孟庭麗 飾 大格格 （《歡喜遊龍》）
- 張婭君 飾 大公主（《德齡公主》）